# کازوئو هاسه‌گاوا
کازوئو هاسه‌گاوا	 (انگلیسی: Kazuo Hasegawa؛ ۲۷ فوریهٔ ۱۹۰۸ – ۶ آوریل ۱۹۸۴) بازیگر سینما و تئاتر ژاپنی بود.
از فیلم‌هایی که وی در آن نقش داشته‌است، می‌توان به دروازه جهنم اشاره کرد.